# Кацикояннис, Димитрис
Димитрис Кацикояннис (греч.  Δημήτρης Κατσικογιάννης; Карья, Олимп 1915 —Афины 26 июня 1991) — греческий художник и скульптор XX века.
Член компартии Греции и участник Греческого Сопротивления и Гражданской войны в Греции. 

## Биография
Димитрис Кацикояннис родился в 1915 году в горном селе Карья Олимпа.
При поощрении и финансовой поддержке любителя искусств и мецената А. Авероф, переехал в Афины, где стал брать уроки рисунка и скульптуры.
В период 1934 по 1939 год учился скульптуре в  Афинской школе изящных искусств у скульпторов Михалиса Томброса и Константиноса Димитриадиса. Будучи ещё слушателем Школы изящных искууств, получил 7 премий за свои скульптуры.
В 1939 году с помощью скульптора  Константина Димитриадиса получил стипендию Французской археологической школы в Афинах, для продолжения учёбы в Париже, где, представив проект восстановления Музея Дельф, сделал её стипендией для работы в Греции.
В годы тройной, германо-итало-болгарской, оккупации Греции (1941—1944) примкнул к  компартии Греции и руководимом ею  Движении Сопротивления.
Принял участие в последовавшей Гражданской войне (1946—1949) в качестве бойца Демократической армии.
Будучи заключённым без суда с 1950 года, в 1952 году был приговорён к пожизненному заключению, познав тюрьмы в городах Трикала, Лариса, Ираклион и Керкира.
Из последней тюрьмы он был освобождён в 1961 году с пошатнувшимся здоровьем.
Все эти 13 лет пребывания в тюрьмах не переставал рисовать и работать с гипсовыми моделями.
После освобождения написал и изваял огромное количество работ.
Умер в Афинах в 1991 году.

## Когда Искусство становится Политикой

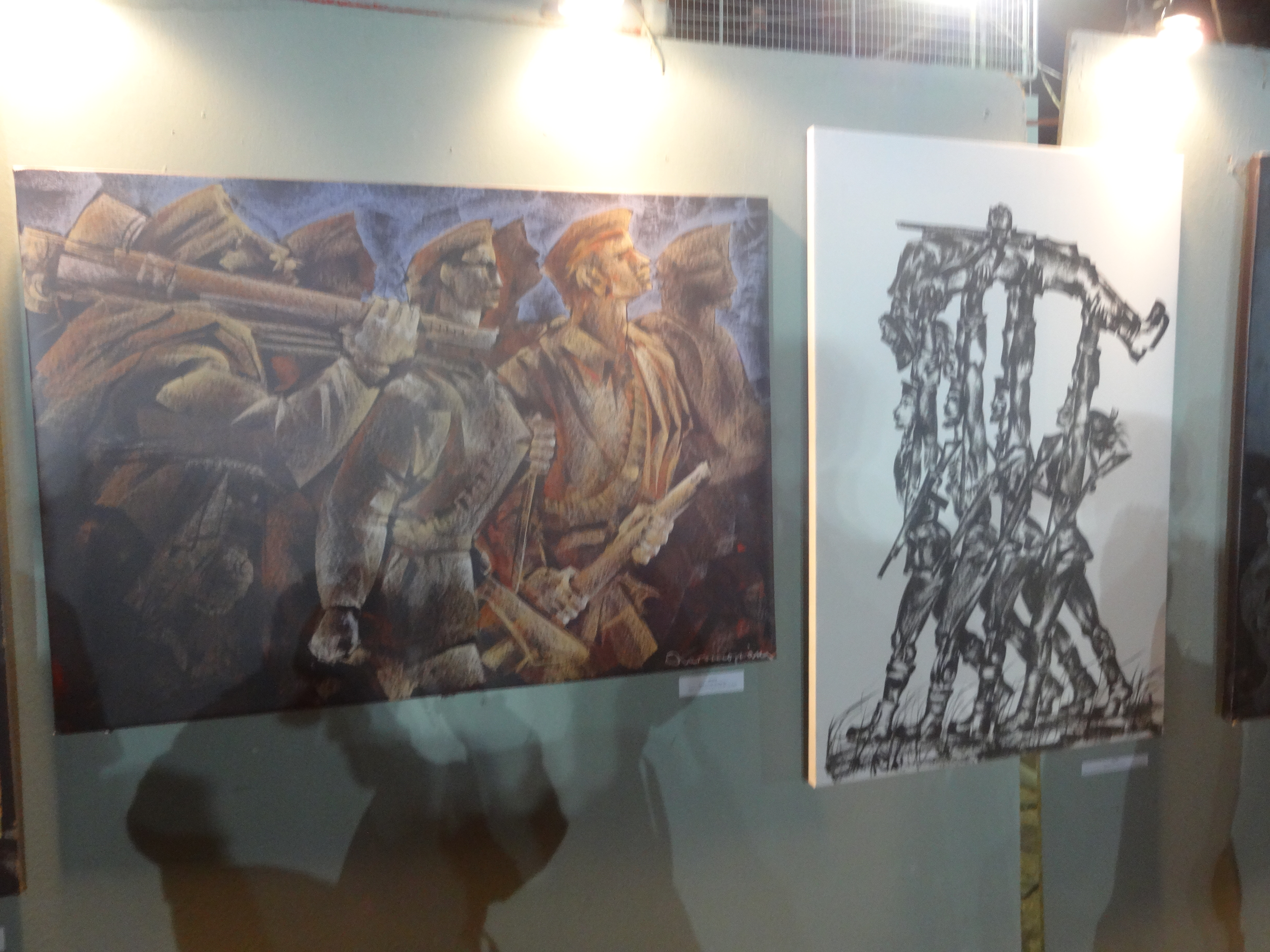
Павильон посвящённый работам Д. Кацикоянниса на фестивале Коммунистической молодёжи Греции, сентябрь 2016

Кацикояннис писал: «Художнику тяжело молчать. Он должен говорить своей молчаливой речью о социальных событиях своей эпохи. Он не должен быть оторван от них». 
Основной тематикой Кацикоянниса были события в которых он участвовал сам -  Сопротивление и Гражданская война, последовавший террор, ссылки и тюрьмы. 
Кроме того в его тематике заметное место занимают Восстание в Политехническом университете , борьба греческих крестьян, но и борьба близких и далёких народов – Кипра, Вьетнама, Сальвадора, Палестины, Турции, Ирана, Афганистана, Кореи, Никарагуа. 
Эту его явно «политическую страстность» отмечали в своё время советские источники, а выставка ретроспектива его работ в марте 2016 года в Галерее Кацираса  города Лариса была проведена под заголовком «Когда искусство становится Политикой».

## Художественная манера Кацикоянниса

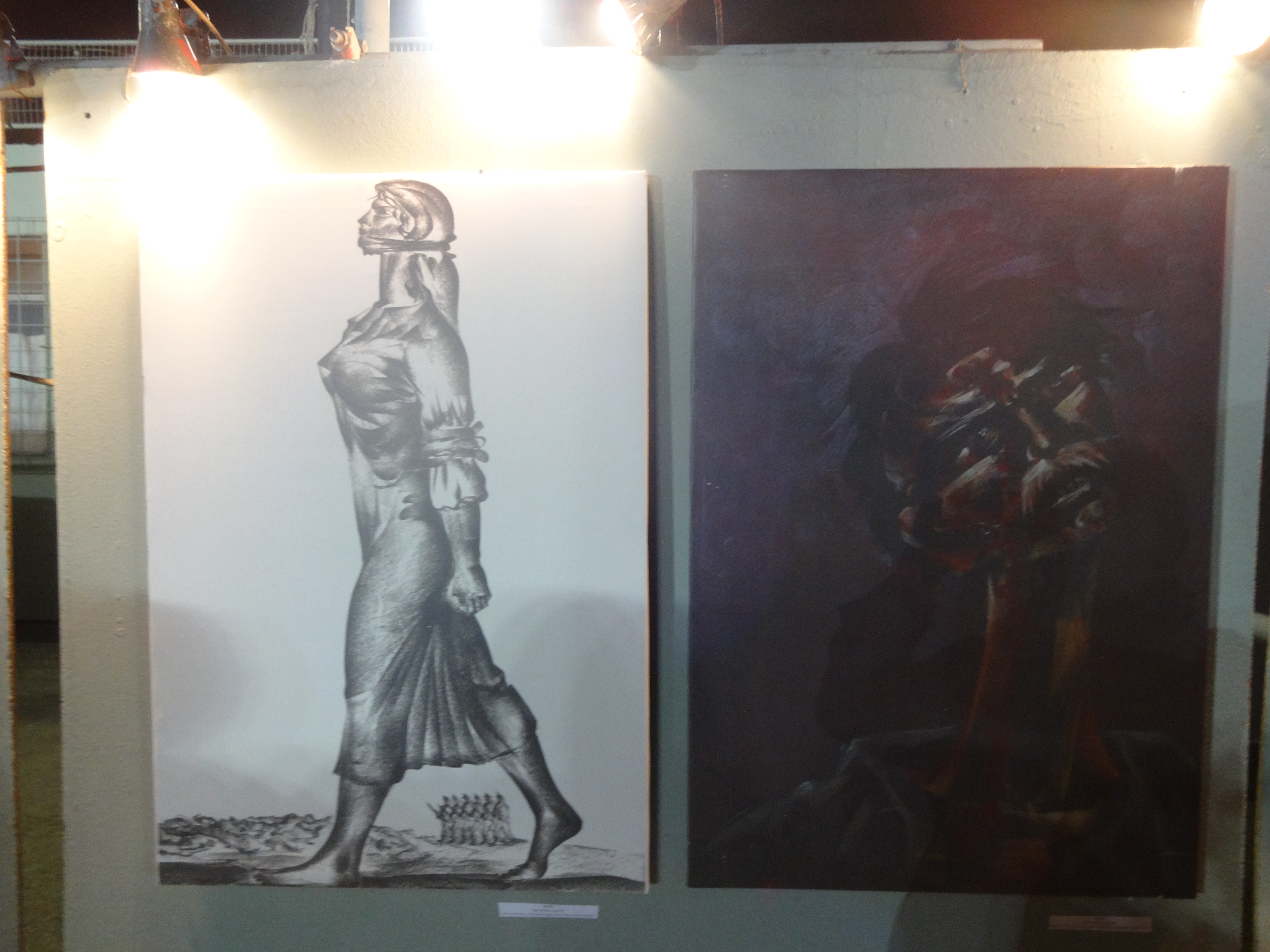
Павильон посвящённый работам Д. Кацикоянниса на фестивале Коммунистической молодёжи Греции, сентябрь 2016.

В большинстве работ Кацикоянниса преобладает монохромия (одноцветность). 
Причиной было что его не интересовало внешнее красивое представление объектов. 
Его интересовал внутренний мир человека. 
Особенно характерны для его портретов, почёрпнутые им из византийского изобразительного искусства, очень высокие шеи и огромные невинные глаза. 
Художник придавал эти черты в своих портретах, преодолевая естественные характеристики человека, поскольку он считал что естественное телосложение не способно показать что человек чувствует глубоко и кем человек является. 
Искусствовед и Стелла Музакиоту считает что в короткий период своего пребывания в Париже он подвергся влиянию французского символизма, но его глубокое знание византийской иконописи и живописи сформировало его собственную художественную манеру. 
Она же пишет, что его модернизм близок к эллиноцентристскому модернизму «Поколения тридцатых годов», в том смысле что он пытается сочетать элементы греческой традиции с новыми изобразительными формами появившимися в Европе в первой половине XX века. 
Так в его символических работах наблюдаются мотивы аттической  вазописи, византийской иконописи в одной плоскости, и боязнь пустоты, которая характеризует подлинное народное искусство. В его больших аллегорических или исторических композициях наблюдается расположение в форме древнего фриза, развёрнутое на внеземном "экране".
Кацикояннис всегда был очарован чертами лиц, чьи портреты он писал. Прежде чем начать писать портрет он пытался приблизиться к душе позирующего, после чего, без остановки, быстрыми и уверенными мазками передавал эту психологическую интроспекцию  на холст. 
Как правило он максимально упрощал контур фигур тонкой и гармонической линией, следуя, согласно С. Музакиоту, Сезанну  и Матиссу. 
Пытаясь показать темперамент своих фигур, он подчёркивает мясистые губы и миндалевидные глаза (глаза – «зеркало души»), которые без застенчивости смотрят прямо в глаза зрителя. 
С другой стороны, согласно искусствоведам, его удлинённые портреты, кроме византийского влияния, ведут к кикладским  фигуркам.

## Музей Кацикоянниса
Огромное число работ художника стало предпосылкой создания музея. 
Идея возникла у Кацикоянниса и его жены, Лего, ещё при жизни художника. 
Но осуществлена она была уже после смерти художника. 
В своём завещании от 6.6.1982 Кацикояннис писал «Если музей будет создан с моими работами, он будет нести имя "Музей Димитриса и Лего Кацикояннисов"». 
Единственной наследницей художника после его смерти стала его жена 
Жена умерла ровно 6 месяц после смерти художника, 26.12.1991, не успев осуществить идею музея. 
Работы Кацикоянниса унаследовали от его жены Иоаннис и Стелла Зёга, и Пенелопа Хрисику, которые передали огромную коллекцию художника муниципалитету города Трикала для создания музея. 
«Музей Димитриса и Лего Кацикояннисов» был открыт 11 сентября 1994 года и временно размещался в здании «Училища Доротеи». 
В декабре 1998 года он был переведен на место своей постоянной экспозиции в район Агиа Мони города Трикала.
Большинство работ Кацикоянниса (1.236 картин и 114 скульптур) хранятся в «Музее Димитриса и Лего Кацикояннисов». Работы художника также хранятся в частной коллекции Д. Зёгаса и галерее города Лариса . 